# Santa Cruz de Moya (kommunhuvudort)
Santa Cruz de Moya är en kommunhuvudort i Spanien.   Den ligger i provinsen Provincia de Cuenca och regionen Kastilien-La Mancha, i den centrala delen av landet, 210 km öster om huvudstaden Madrid. Santa Cruz de Moya ligger 901 meter över havet och antalet invånare är 384.
Terrängen runt Santa Cruz de Moya är kuperad åt nordost, men åt sydväst är den platt. Runt Santa Cruz de Moya är det mycket glesbefolkat, med 3 invånare per kvadratkilometer. Närmaste större samhälle är Landete, 10,2 km sydväst om Santa Cruz de Moya. 